# Sel de Salies-de-Béarn
Le Sel de Salies-de-Béarn est un sel gemme ou halite (issu des dépôts sédimentaires du sous sol) exploité grâce à des sources salées. Connu et exploité depuis toujours dans sa région, il bénéficie d’une indication géographique protégée depuis 2016. En 2015, 1760 tonnes de sel gros ont été produites à Salies. La Commission européenne a enregistré la dénomination « Sel de Salies-de-Béarn » en indication géographique protégée (IGP) par règlement paru au Journal Officiel de l’Union européenne le 14 juin 2016. Ainsi, la qualité du sel et l’eau de source salée de Salies-de-Béarn et de sa méthode d’évaporation spécifique sont officiellement reconnus.

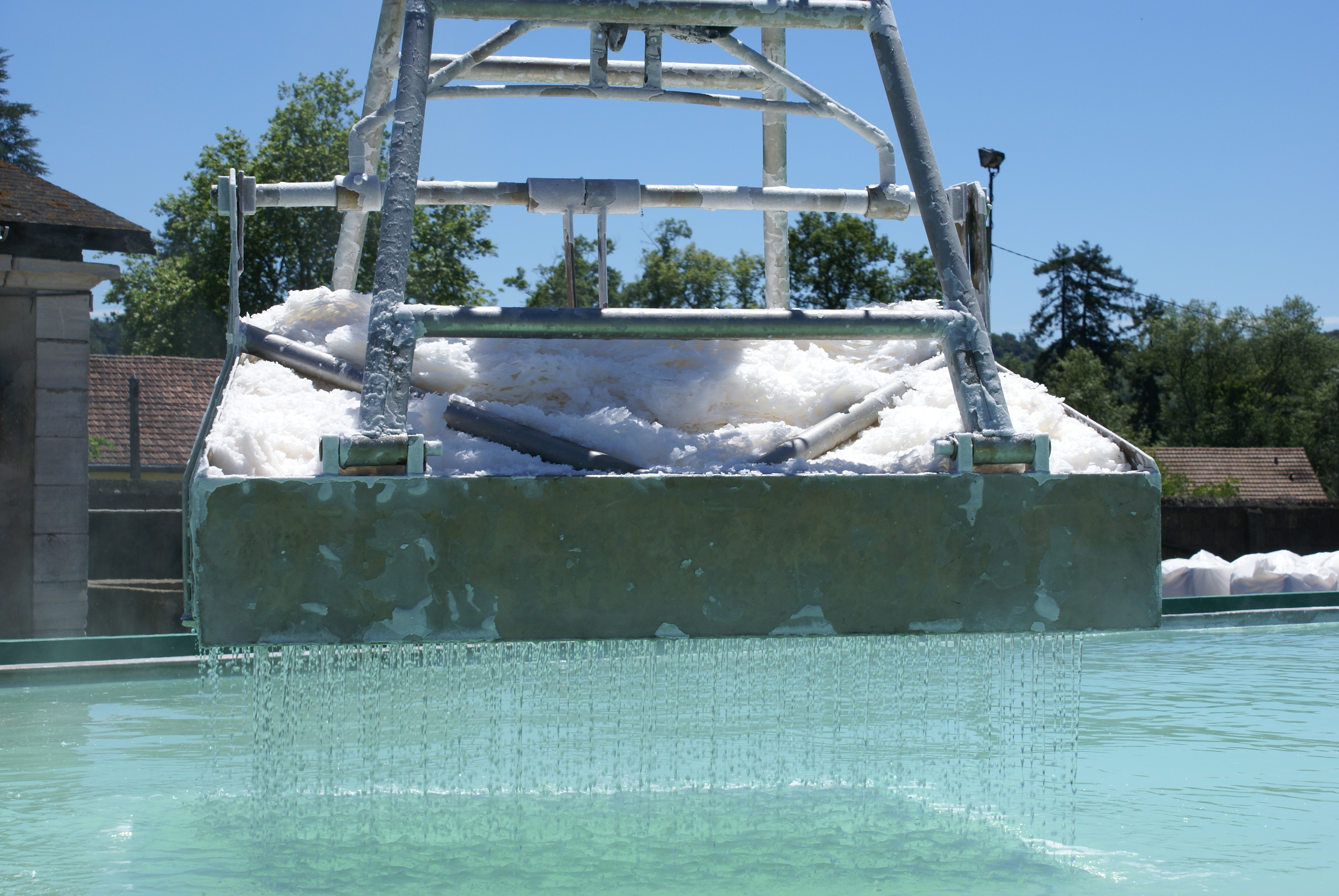
Les Salines de Salies de Béarn

## La Légende du Sanglier
Selon une légende du XVIIe siècle, le Sel de Salies-de-Béarn doit sa découverte à une partie de chasse au sanglier. Le sanglier blessé se réfugia dans un marais bourbeux et y fut retrouvé recouvert de cristaux de sel. Avant de mourir, il aurait eu ces dernières paroles, en Béarnais :  « Se you nou eri mourt, ares n’y bibere » (Si je n’y étais point mort, personne n’y vivrait). La ville de Salies-de-Béarn se serait alors développée autour de cette source salée, qui serait devenue au fil du temps la crypte du Bayaà. 

## Histoire et Fabrication ancestrale

### Formation géologique
Le Sel de Salies-de-Béarn est le produit de l’enchaînement de plusieurs évènements géologiques,.
À la fin du Trias (-200 millions d’années), la dislocation de la Pangée (ensemble des terres émergées) provoque l’ouverture d’un Golfe marin, entre la plaque ibérique et la plaque européenne, permettant la pénétration des eaux de la Mer Boréale. Le Bassin Aquitain actuel se retrouve ainsi sous les eaux, qui sous un climat aride se sont lentement évaporées, en déposant des quantités considérables de sel. Au cours des périodes suivantes, le Jurassique (-200 à -145 millions d’années) et le Crétacé (-145 à -66 millions d’années), des sédiments (marnes, débris d’animaux marins, seiches et coraux) se déposent sur le sel, et forment une couche protectrice. La formation des Pyrénées à la fin du Crétacé entraine la formation d’immenses failles, dans lesquelles le sel, plus souple que la roche se glisse et atteint parfois en surface, sous forme de dômes, ou diapirs.
L’eau qui s’infiltre au cours du temps dans le sol dissout la roche saline, tout en traversant les couches supérieures de sédiment, se chargeant en oligoéléments. Ces « sources salées » sont présentes tout autour de la région de Salies-de-Béarn et présentent de très fortes concentrations en sel.

### Age du Bronze
Très tôt, les premiers hommes maitrisent la technique d’extraction de sel par évaporation.  
C’est à l’âge du bronze (1500 av. J.-C.) que les premières traces d’exploitation du sel à Salies-de-Béarn ont été retrouvées. La découverte de fragments de pots en céramiques témoigne de l’extraction de sel par évaporation de l’eau salée. Des vases d’une nouvelle forme apparaissent ensuite, signe de l’évolution de la technique d’évaporation. L’eau de source salée était chauffée pour qu'elle s'évapore dans des vases en céramique, que l'on brisait au moment d'extraire le sel.  
Les hommes se regroupent alors autour de cette source salée pour en exploiter le sel et en faire le commerce. Des échanges de sel et de biens s’organisent alors le long du piémont Pyrénées par le Cami Salié.

### La Fontaine salée et les PART-PRENANTS[9]de Salies-de-Béarn
Pendant longtemps, le sel est un véritable élément de survie pour les populations. Il est l’unique moyen de conserver les aliments avant l’invention du froid mécanique ou de l’appertisation. C’est ainsi que dans le Sud-Ouest apparaissent les produits de charcuterie locale (jambon de Bayonne, confits…) ou les fromages des Pyrénées. De plus, le sel est soumis à l'impôt : la gabelle. 
Conscients de l’importance de cette précieuse « fontaine » et de la convoitise que celle-ci attise auprès des ‘étrangers’ et des ‘puissants’, les habitants de Salies-de-Béarn s’organisent afin de protéger leur précieuse fontaine. Ils instaurent une propriété collective et rédigent en 1587 le Règlement de la Fontaine Salée, consigné dans le Livre Noir. Ce règlement organise la répartition de l’eau salée entre « les voisins » à travers les principes suivants : droit du sol et droit du sang, le prélèvement de l’eau n’est autorisé qu’aux familles salisiennes et transmis de génération en génération sous certaines conditions,.
Jusqu’au XIXe siècle l’eau salée de Salies-de-Béarn est exploitée de manière familiale. Chaque famille a droit à une quantité définie d’eau salée pour fabriquer son propre sel. Cette eau salée est récoltée les jours de distribution, selon un rituel bien précis, qui aujourd'hui encore est au cœur de la Fête du Sel, célébrée tous les ans à Salies-de-Béarn.
Les parts prenants ont défendu ce privilège auprès des plus hautes instances et l'ont conservé pendant des siècles. Aujourd’hui encore la corporation des parts prenants existe et compte près de 500 familles salisiennes, descendantes des habitants du XVIe siècle.

### Les Salines

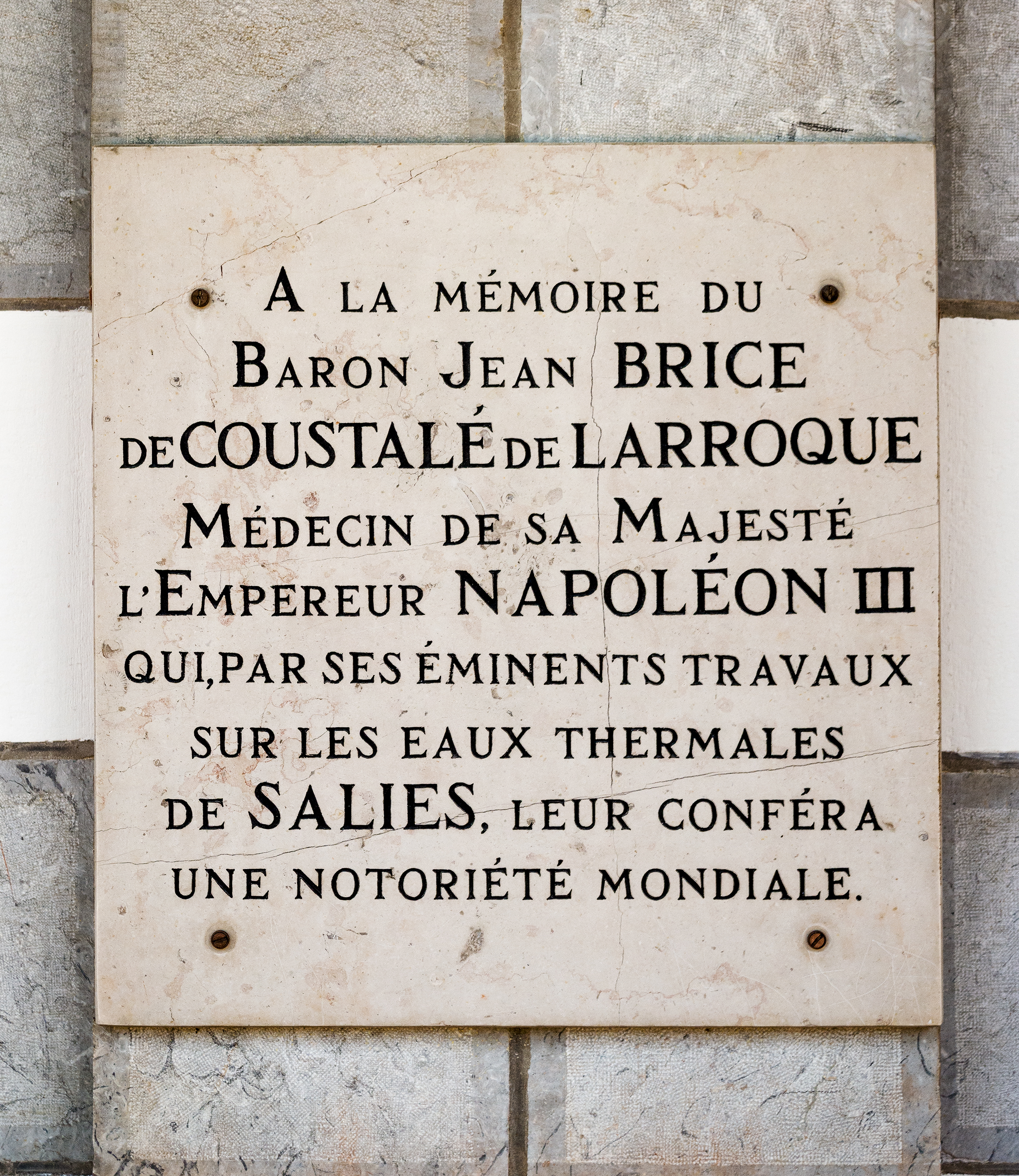

L'exploitation familiale du sel a perduré jusqu'à la loi sur le sel de 1840. En juin 1840, la loi sur le sel impose la fabrication de sel sur des sites produisant au moins 500 tonnes de sel par an. L’exploitation familiale du sel est alors abandonnée, au profit d'une exploitation a plus grande échelle. En 1842, une première saline est construite à Salies-de-Béarn, puis une seconde en 1899 à l’emplacement du site de production actuellement en activité. L’usine reprend à grande échelle les éléments de la production artisanale jusqu’alors pratiquée. Au fil du temps elle est rénovée et les pratiques modernisées : chauffage au bois des forêts environnantes, puis chauffage électrique. Grace aux revenus de l'exploitation du sel, les parts prenants aidés par de Dr Nogaret démontrent les vertus des eaux de Salies-de-Béarn, et en 1857 ouvrent les Thermes de Salies-de-Béarn, établissement toujours en activité. 
Le "Baron Jean BRICE DE COUSTALE DE LARROQUE Médecin de sa Majesté L'Empereur Napoléon III qui, par ses éminents travaux sur les eaux thermales de SALIES, leur conféra une notoriété mondiale" en attirant une clientèle parisienne aisée,.
L'exploitation des salines est reprise en 2011 par le Consortium du Jambon de Bayonne à travers la Société d'Exploitation des Salines de Salies-de-Béarn, dans le but d'assurer la pérennité de son approvisionnement en sel.

## Méthode d'obtention
L'eau de source est puisée sur la commune d'Oraas, à quelques kilomètres du site de production des salines de Salies-de-Béarn. Cette eau a une concentration supérieure à 300 g/L de sel. Elle est pompée, puis acheminée jusqu'aux salines, où elle suit les étapes de fabrication suivantes : 
- Décantation : l’eau est décantée naturellement dans des bassins
- Evaporation / Cristallisation : le chauffage électrique de l’eau à 87 °C  permet l’évaporation et la cristallisation optimale du sel
- Récolte : le sel formé est récolté à l’aide d’un grappin
- Stockage : le sel est ensuite égoutté puis stocké
- Conditionnement : le sel est conditionné, sous différentes formes en vue de sa commercialisation

La production annuelle avoisine les 2000 tonnes (1760 tonnes en 2015).

## Caractéristiques
Le Sel de Salies-de-Béarn est un produit naturel, issu de l'évaporation de l'eau de source. Il ne subit aucun traitement ni ajout d'additif. D'une grande blancheur il est parfois qualifié d'or blanc de Salies-de-Béarn. D'une grande disparité morphologique, ses grains de forme et de tailles variables, sont adaptés à son utilisation en salaison. 
En plus du chlorure de sodium (NaCl) le Sel de Salies-de-Béarn contient de nombreux oligo éléments, comme le calcium, le magnésium, le potassium et des sulfates, caractéristiques des évaporites du Trias. L'agencement irrégulier du chlorure et du sodium lors de la cristallisation donne naissance à de minuscules cavités appelées "inclusions fluides" dans lesquelles l'eau de source est piégée. Dans ces cavités se concentrent les oligo éléments et minéraux présents naturellement dans l'eau de source.

## Sel de Salies-de-Béarn & Jambon de Bayonne
La présence de sel gemme et de sources salées dans la région de Salies-de-Béarn a très tôt permis aux habitants de la région de confectionner leurs propres charcuteries, dont le jambon sec. D’Orthez, d’Arzacq et d’autres localités du bassin de l’Adour, ils étaient vendus à Bayonne à l’occasion du marché puis acheminés via le port de Bayonne. C’est de là que le nom Jambon de Bayonne provient et s'est imposé dans le langage courant,. 
En 1998, le Jambon de Bayonne obtient une IGP (indication géographique protégée). L'appellation est depuis lors protégée par un cahier des charges qui vise à protéger et garantir la provenance du produit. Il impose notamment la provenance du sel utilisé : un sel gemme, issu du bassin de l'Adour. Depuis 2011, seul le Sel de Salies-de-Béarn répond à cette exigence. 
Le Sel de Salies-de-Béarn est aujourd'hui l'unique sel utilisé pour la salaison du Jambon de Bayonne.

## IGP Sel de Salies-de-Béarn
La Commission européenne a enregistré la dénomination « Sel de Salies-de-Béarn » en Indication Géographique Protégée (IGP) par règlement paru au Journal Officiel de l’Union européenne le 14 juin 2016.Cet enregistrement vient reconnaitre la qualité du produit liée à l’eau de source salée de la région de Salies-de-Béarn et à une méthode d’évaporation spécifique et naturelle,. 
Elle est la garanti de la provenance du produit, du respect d'un mode de fabrication ancestrale ainsi que du lien (historique, géographique, humain) du produit avec sa zone de production.

## Commercialisation du Sel de Salies-de-Béarn
Le Sel de Salies-de-Béarn est commercialisé sous différentes formes, à destination des professionnels et des particuliers, via les épiceries fines et les distributeurs de la grande distribution. Sa commercialisation se développe dans le Sud Ouest de la France. La gamme de produit est composée de moulins, boites, sachets et de sels aromatisés,.
De nouveaux marchés, en particulier grâce à l'obtention de l'IGP, se sont ouverts à l'export (Europe, Asie).